# چنگالش
چنگالش یا کلاته‌سازی، ترکیب یک یون فلزی و یک مولکول (معمولاً آلی) یا یون می‌باشد. این ترکیب شامل ایجاد پیوند بین یک لیگاند و یک یون فلزی در مرکز می‌باشد. این لیگاندها چنگالش یا عوامل چنگالش (chelants, chelators, chelating agents) نامیده می‌شوند. آنها معمولاً، نه لزوماً، ترکیبات آلی هستند. برای مثال روی که در بیماری ویلسون برای جلوگیری از جذب مس استفاده می‌شود. چنگالش در تهیه مکمل‌های غذایی، در درمان کاهنده بار فلزات سنگین برای حذف فلزات سمی از بدن، به عنوان ماده حاجب پزشکی در اسکن MRI، در تولیدات با استفاده از کاتالیزور همگن، در تصفیه آب شیمیایی برای کمک به حذف فلزات، و در کودها مفید است.

## کاربردها
- داروهای تغذیه‌ای مکمل مانند روی
- ساخت ماده ماده حاجب پرتونگاری
- داروهای سم‌زدایی
- ساخت کاتالیست‌های اگزوز
- تصفیه فلزات سنگین از آب آشامیدنی
- کودهای صنعتی